# Serrasalmus medinai
Serrasalmus medinai, span. Caribe Molichalero, engl. Red Throat Piranha, ist eine Sägesalmlerart aus dem tropischen Südamerika. Das Artepitheton ehrt den Biologen Dr. Gonzalo Medina.

## Beschreibung
Serrasalmus medinai erreicht eine Standardlänge von 14,8 cm. Die Färbung ist überwiegend silbrig mit zahlreichen großen, schwarzen Flecken, ähnlich Pygocentrus cariba und Serrasalmus neveriensis, die zum Bauch hin kleiner werden. Der Rücken ist dunkel, die Bauchregion bei adulten Tieren metallisch rötlich-orange, bei Jungtieren silbrig. Der Kopf ist seitlich und zum Bauch hin silbriggelb. Die Iris ist gelb, ein dunkles Band zieht sich über die Augenhöhle. Auf dem Kiemendeckel ist ein dunkler Fleck. Die Rückenflosse (Dorsale) und die Bauchflossen (Ventrale) sind durchsichtig, die Brustflossen (Pectorale) bei adulten Tieren hell rötlich, bei Jungtieren ebenfalls durchsichtig. Am fleischige Teil der Afterflosse (Anale) ist durch winzige Schuppen ein schwarzes Band, der mittlere Teil ist vorne dunkel rötlichbraun mit einem dunklen Band am Flossenrand, das hintere Drittel ist schwarz. Am Schwanzstiel befindet sich ein breites dunkles Band, der Rest der Schwanzflosse ist durchsichtig.
Serrasalmus medinai hat 35 (34–36) Wirbel, 70 (63–75) Schuppen entlang der Seitenlinie und 23 (20–25) Abdominalzähne vor und 10 (8–11) nach den Bauchflossen.

## Verbreitung
Einzugsgebiet des Orinoco in Venezuela. Typlokalität ist El Polvero, Río San José im Bundesstaat Guárico.

## Lebensweise
S. medinai ernährt sich von ganzen kleinen Fischen und von Flossen, Schuppen und von Stücken anderer Fische. Außerdem nimmt er Samen und Früchte. Als Jungtiere fressen sie auch Wasserinsekten und andere Wirbellose. Die Geschlechtsreife erreicht die Art mit einem Jahr. Das Laichen erfolgt in den ersten drei Monaten der Regenzeit. Ein Weibchen legt über 3000 Eier mit einem Durchmesser von 1,5 mm, die Eiablage kann mehr als einmal im Jahr erfolgen.

## Systematik
2007 veröffentlichte Untersuchungen sehen die Gattung Serrasalmus als monophyletisch mit drei Hauptkladen an. Serrasalmus medinai gehört mit S. brandtii, S. manueli und S. maculatus zur Klade B 1.